# Sergei Chepchugov
Cette page contient des caractères spéciaux ou non latins. S’ils s’affichent mal (▯, ?, etc.), consultez la page d’aide Unicode.
Sergei Andreyevich Chepchugov (en russe : Серге́й Андре́евич Чепчуго́в) est un joueur de football russe, né le 15 juillet 1985 à Krasnoïarsk, jouant au poste de gardien de but.

## Biographie

### Metallourg Krasnoïarsk
Il commence sa carrière avec le FK Metallurg Krasnoïarsk en étant le doublure de Sergei Goubernyuk. En 2006, il est prêté au FC Sibiryak Bratsk où il devient un joueur-clé.
Au début de la saison 2007, Chepchugov a eu pour rival Ilia Il'inym. Mais dans l'un des premiers matchs, Chepchugov a réussi à arrêter deux pénaltys. Après cela, il est devenu le gardien de but principal et a été nommé meilleur gardien du championnat. Mais à cause de difficultés financières, il quitte le club en 2007.

### FK Riga
Avant le début de la nouvelle saison, Chepchugov signe un contrat avec le club Letton, le FK Riga, avec lequel il atteint la finale de la Coupe Intertoto. En août 2008 à cause de difficultés financières avec de nombreux retards sur le paiement des salaires, le club résilie son contrat.

### Sibir Novossibirsk
Il rejoint en août le FK Sibir Novossibirsk. Dans la saison 2009, Chepchugov réussit à garder ses cages inviolés pendant 728 minutes. Il est alors remarqué par le FK Spartak Moscou, mais l'affaire est restée sans suite. À la fin de la saison, il est élu meilleur gardien de but et meilleur joueur de la Sibérie par les fans.

### CSKA Moscou
Il rejoint le CSKA Moscou en décembre 2009 pour être la doublure d'Igor Akinfeev.

## Palmarès
- Championnat de Russie : 2013 et 2014

## Récompenses
- Meilleur gardien de Seconde division russe zone Est en 2005.
- Meilleur gardien de Première division russe en 2009.